# Tūt-e Soflá
Tūt-e Soflá (persiska: توت سفلی) är en ort i Iran.   Den ligger i provinsen Khuzestan, i den centrala delen av landet, 400 km sydväst om huvudstaden Teheran. Tūt-e Soflá ligger 457 meter över havet och antalet invånare är 166.
Terrängen runt Tūt-e Soflá är lite kuperad. Runt Tūt-e Soflá är det ganska glesbefolkat, med 48 invånare per kvadratkilometer. Närmaste större samhälle är Salāmgāh, 15,8 km sydost om Tūt-e Soflá. Omgivningarna runt Tūt-e Soflá är i huvudsak ett öppet busklandskap.